# Construcción aproximada de Kochański

Construcción aproximada de Kochański

La construcción aproximada de Kochański es un método para determinar gráficamente el número π. Lleva el nombre del matemático polaco Adam Adamandy Kochański, que desarrolló su procedimiento en 1685.
De acuerdo con este método, la construcción a partir de un segmento unitario de otro segmento con la longitud aproximada del número {\displaystyle \pi } es muy simple, aunque no se puede hacer exactamente, dado que {\displaystyle \pi } es un número trascendente, imposible de generar utilizando solo regla y compás. El procedimiento de Kochański proporciona una muy buena aproximación de {\displaystyle \pi } o de cualquier múltiplo del mismo, y también se puede utilizar como parte de una construcción aproximada para la cuadratura del círculo.

## Construcción
1. Dibujar un circunferencia unitaria, con radio r=1 y centro M.
2. Dibujar dos diámetros que sean perpendiculares entre sí y que cortan la circunferencia en los puntos A, B y C.
3. Desde el punto B, marcar el radio r en la circunferencia para obtener el punto Y.
4. La línea recta MY interseca la tangente de la circunferencia que pasa por C en el punto X.
5. Desde el punto X, marcar el radio r tres veces en la tangente para obtener el punto Z.

La longitud AZ del segmento (rojo) [AZ] es una muy buena aproximación para la mitad de la longitud de la circunferencia o para el producto {\displaystyle r\cdot \pi }.

## Estimación del error
El valor de {\displaystyle \pi } determinado con esta construcción aproximada es ligeramente inferior al valor exacto, y difiere del valor real 3.1415926 ... solo a partir de la quinta posición decimal. Como se puede calcular con facilidad:
{\displaystyle {\overline {AZ}}=r\cdot {\sqrt {(3-\tan 30^{\circ })^{2}+4\,}}\ =\ r\cdot {\sqrt {{\frac {40}{3}}-2\cdot {\sqrt {3}}\ }}\ \approx \ 3{,}1415333\cdot r}
El valor determinado con la construcción aproximada es aproximadamente el 99,99811 por ciento del valor real. Por lo tanto, el error es menor que 2/1000 por ciento, o para decirlo de otra manera: solo a partir de un radio r = 16,86 metros, el error de la distancia AZ asciende a más de un milímetro.

## Cuadratura del círculo

Construcción aproximada de Kochański para cuadrar el círculo

La cuadratura del círculo, es decir, la construcción de un cuadrado de la misma área a partir de un círculo dado con una regla y un compás, es imposible. Sin embargo, según Kochański, la longitud del segmento AZ genera una muy buena aproximación para el producto {\displaystyle r\cdot \pi }.
El área del círculo es {\displaystyle r^{2}\cdot \pi }. Entonces, un rectángulo (aquí dibujado en rojo) sobre la línea [AZ] con la altura r tiene casi la misma área que el círculo dado. Este rectángulo a su vez se puede transformar en un cuadrado de la misma área sin errores utilizando el método de la cuadratura del rectángulo. El cuadrado construido de esta manera es una muy buena aproximación al problema irresoluble.
Estimación del error: el área del cuadrado amarillo es aproximadamente el 99,99811 por ciento del área del círculo dado. O para decirlo de otra manera: para círculos con un radio menor de 12,99 cm, la diferencia entre las dos áreas es menos de un milímetro cuadrado.